# أوستن ستويل كارجيل الثاني
أوستن ستويل كارجيل الثاني (بالإنجليزية: Austen Stowell Cargill II)‏ (مواليد 1951) هو وريث أمريكي، ورجل أعمال، ومربي ماشية.

## السيرة الشخصية

### النشأة
أوستن ستويل كارجيل الثاني هو ابن حفيد «ويليام والاس كارجيل»، مؤسس شركة كارجيل. لديه أخ «جيمس راي كارجيل الثاني»، وأخت «ماريان كارجيل ليبمان». وتخرج من جامعة منيسوتا، حيث حصل أيضاً على شهادة الماجستير. ومضى للحصول على شهادة الدكتوراه من جامعة ولاية أوريغون.

### حياته المهنية
أنضم لشركة كارجيل كعالم أحياء بحرية وأنضم إلى مجلس إدارتها في عام 1995. ثم شغل منصب نائب الرئيس حتى عام 2001. كما عمل أيضا في مجلس إدارة شركة غالاغن، وهي شركة متداولة في بورصة ناسداك، باعت المكملات الغذائية لعلاج أمراض الجهاز الهضمي في الفترة من 1999 إلى 2002 عندما أفلست.

### حياته الشخصية
في 2001، إشترى أوستن مزرعة الشمال في وادي باراديس (Paradise Valley)، مونتانا، بالقرب من تل أنتيلوب (Antelope Butte). كانت المزرعة مملوكة سابقاً من قبل «الكنيسة الجامعة والمنتصرة» (Church Universal and Triumphant). وهو يذهب لصيد طيور الطيهوج المطوق في ولاية داكوتا الجنوبية. ويعيش في ليفينغستون، مونتانا. كما إنه متزوج ولديه طفلان. أعتباراً من عام 2016 تقدر ثروته بحوالي 3.7$ مليار دولار أمريكي.